# Friidrott vid europeiska spelen
Friidrott vid europeiska spelen är friidrottstävlingar som ingår i de europeiska spelen. Friidrott var en av de 20 sporter som fanns med vid de första europeiska spelen 2015. Sporten finns med på programmet även under andra upplagan 2019.
Vid europeiska spelen 2015 bestod tävlingarna av att tredjeligan Europeiska lagmästerskapen i friidrott inkluderades i spelen. Fyra år senare kommer det att tävlas i det nya lagtävlingsformatet Dynamic New Athletics (DNA).

## Grenar
Under europeiska spelen 2019 kommer det till skillnad mot 2015 även att delas ut medaljer till de atleter som under kvalomgången presterar bäst i de grenar som lagtävlingen består av. 
|           |  |   |    |  |  |  |  |  |  |  |  |  |  |  |  |  |  |  |  |  |  |  |  |  |  |  |
| Friidrott |  | 1 | 10 |  |  |  |  |  |  |  |  |  |  |  |  |  |  |  |  |  |  |  |  |  |  |  |

## Medaljörer

### 2015
Se även Friidrott vid europeiska spelen 2015.
| Friidrott | Guld      | Silver    | Brons  |
| Mixlag    | Slovakien | Österrike | Israel |

### 2019
Se även Friidrott vid europeiska spelen 2019.
Herrar
| Gren       | Guld                    | Silver                 | Brons                        |
| 100 m      | Carlos Nascimento (POR) | Ján Volko (SVK)        | Jak Ali Harvey (TUR)         |
| 110 m häck | Hassane Fofana (ITA)    | Vital Parachonka (BLR) | Konstadinos Douvalidis (GRE) |
| Höjdhopp   | Maksim Nedasekau (BLR)  | Ilja Ivanjuk (RUS)     | Bohdan Bondarenko (UKR)      |

Damer
| Gren       | Guld                       | Silver                            | Brons                               |
| 100 m      | Maja Mihalinec (SLO)       | Krystsina Tsimanouskaja (BLR)     | Rafailía Spanoudaki-Hatziriga (GRE) |
| 100 m häck | Elvira Herman (BLR)        | Hanna Plotitsyna (UKR)            | Gréta Kerekes (HUN)                 |
| Spjut      | Tatsiana Chaladovitj (BLR) | Jekaterina Starygina (RUS)        | Madara Palameika (LAT)              |
| Längdhopp  | Jelena Sokolova (RUS)      | Nastassia Mirontjyk-Ivanova (BLR) | Maryna Bech-Romantjuk (UKR)         |

Mixlag
| Gren          | Guld                                                                   | Silver                                                                 | Brons                                                                   |
| 4 x 400 m     | Ukraina Anna Ryzjykova Stanislav Senyk Tetjana Melnyk Danylo Danylenko | Tjeckien Jan Tesař Barbora Malíková Lada Vondrová Michal Desenský      | Portugal Ricardo dos Santos Cátia Azevedo Rivinilda Mentai João Coelho  |
| Medleystafett | Ukraina Jevhen Hutsol Olha Lyachova Oleksij Pozdnyakov Jana Kachur     | Tjeckien Filip Sasínek Diana Mezulianiková Patrik Šorm Marcela Pírková | Italien Riccardo Tamassia Irene Baldessari Giusepe Leonardi Giulia Riva |
| Lagtävling    | Ukraina                                                                | Belarus                                                                | Tyskland                                                                |